# Волокитин, Андрей Александрович
Андрей Александрович Волоки́тин (укр. Андрій Олександрович Волокітін; род. 18 июня 1986, Львов, Украинская ССР, СССР) — украинский шахматист, гроссмейстер (2001). Чемпион XXXVI Всемирной Шахматной олимпиады в составе сборной Украины (2004). В 2004 году победил в чемпионате Украины по шахматам, в 2015 году повторил этот успех. Выпускник ЛНУ имени Ивана Франко.

## Биография
Начал заниматься шахматами с 9 лет в СДЮШОР «Дебют». Тренер — Владимир Грабинский. В 10 лет уже кандидат в мастера спорта. В 14 лет получил звание международного мастера. В 15 лет один из самых юных международных гроссмейстеров в мире. В 18 лет — заслуженный мастер спорта Украины. Трижды чемпион Украины в своей возрастной категории (1997, 1998, 2001). Дважды разделил 1 место на Чемпионате мира среди ровесников (1998, 1999). В 1999 и 2000 годах выступал за сборную Украины на детских Олимпиадах в Артеке, где получил золотую и серебряную награды.
В 2000 году выполнил норматив международного мастера на турнирах во Львове, Краснодаре и в Лозанне. В 2001 году покорил пять норм гроссмейстера — на чемпионате Европы (Охрид), занял 28 место при 203 участниках, на Мемориале Видмара (Порторож) — 3 место, на чемпионате Украины (Орджоникидзе) — разделил 2-3 место.
Награждён Орденом «За заслуги» ІІІ степени (2004).
| Графики недоступны из-за технических проблем. См. информацию на Фабрикаторе и на mediawiki.org. |

## Книги
- Andrei Volokitin, Vladimir Grabinsky, Perfect Your Chess (Gambit, 2007) ISBN 1-904600-82-4
- Andrei Volokitin, Vladimir Grabinsky, Allenamento intensivo di livello superiore (Prisma Editori, 2008) ISBN 978-88-7264-112-5
- «Искусство шахмат. Самоучитель для вундеркиндов» — Андрей Волокитин, Владимир Грабинский — Издательство: Рипол Классик, 2008 г.